# Crisicoccus tokaanuensis
Crisicoccus tokaanuensis är en insektsart som beskrevs av Jennifer M. Cox 1987. Crisicoccus tokaanuensis ingår i släktet Crisicoccus och familjen ullsköldlöss. Inga underarter finns listade i Catalogue of Life.